# Dannevoux
Dannevoux település Franciaországban, Meuse megyében. Lakosainak száma 192 fő (2022. január 1.). Dannevoux Brieulles-sur-Meuse, Consenvoye, Gercourt-et-Drillancourt, Septsarges, Sivry-sur-Meuse és Vilosnes-Haraumont községekkel határos.

## Népesség
A település népességének változása:
| Lakosok száma | 229  | 201  | 200  | 205  | 219  | 227  | 228  | 207  | 197  | 192  |
|               | 1968 | 1982 | 1990 | 2006 | 2013 | 2015 | 2017 | 2019 | 2020 | 2022 |